# Bataille de Loon Lake
Rébellion du Nord-Ouest
Batailles
Bataille du lac aux Canards - Battleford - Massacre de Frog Lake - Bataille de Fort Pitt - Bataille de la Coulée des Tourond - Bataille de Cut Knife - Bataille de Batoche - Bataille de Frenchman Butte - Bataille de Loon Lake
La bataille de Loon Lake marque la fin effective de la Rébellion du Nord-Ouest, le 3 juin 1885. Ce fut également la dernière bataille en date à être livrée sur le territoire canadien. Menés par le major Sam Steele, un contingent mixte de la Police montée, de fusiliers albertains et d'une milice recrutée par Steele lui-même mit en déroute les guerriers cris, libérant leurs otages blancs et Métis.
Les éclaireurs cris combattirent jusqu'au bout de leurs faibles munitions, mais l'essentiel du groupe, voyant le caractère désespéré de la situation, relâcha ses prisonniers et prit la fuite. Wandering Spirit, chef militaire des Cris rebelles, se rendit aux autorités de Fort Pitt. Big Bear, le chef vieillissant de la tribu, parvint à échapper à ses poursuivants jusqu'au 2 juillet.
La bataille de Loon Lake est marquée par des panneaux explicatifs placés par le gouvernement de la Saskatchewan et une plaque apposée par l'Office canadien des monuments historiques. L'endroit où se tint la bataille s'appelle désormais "Steele Narrows".